# 1542 Schalén
1542 Schalén là một tiểu hành tinh vành đai chính với chu kỳ quỹ đạo là 1991.3244631 ngày (5.45 năm).
Nó được phát hiện 26 tháng 8 năm 1941.